# Fronteira China–Vietname
A fronteira entre China e Vietname é a linha que limita os territórios da República Popular da China e do Vietname. A fronteira terrestre mede cerca de 1281 km. Começa na tríplice fronteira com o Laos, e vai até ao golfo de Tonquim, passando em zonas essencialmente montanhosas habitadas por minorias étnicas. Se o traçado das fronteiras terrestres é reconhecido por tratados, o das fronteiras marítimas está em suspenso. Permanece um litígio em relação às Spratly e Ilhas Paracel. 

## Traçado

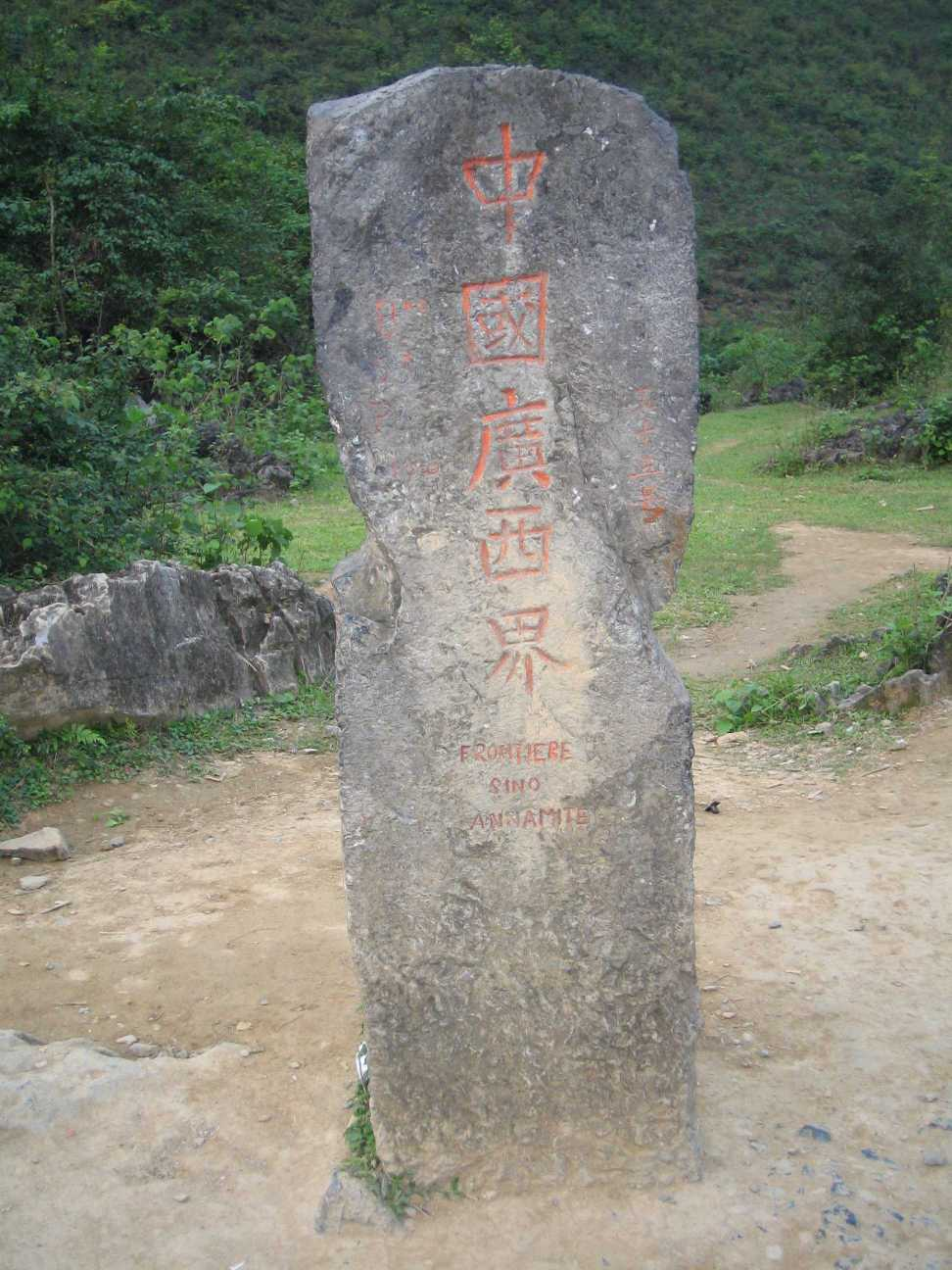
Marco na fronteira sino-anamita (vietnamita)

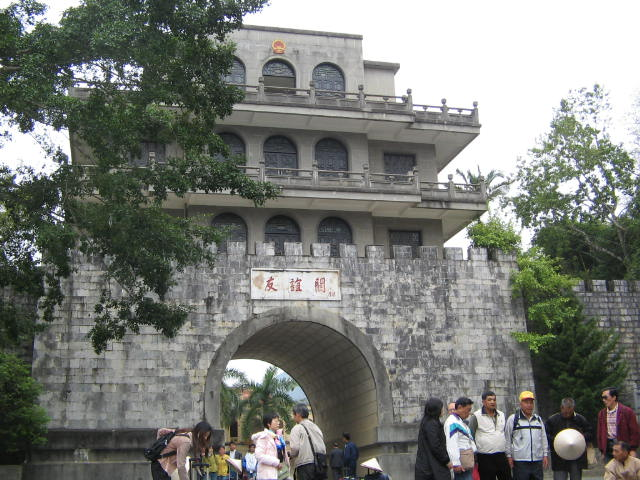
Youyi Guan, passagem fronteiriça no Passo Zhennan

O traçado foi essencialmente definido por um tratado assinado em 30 de Dezembro de 1999 e entrou em vigor em 6 de julho de 2000. Retoma os princípios dos acordos assinados entre a França e o Império da China em 1887 e 1895. Alguns marcos de fronteira foram colocados a partir de 2001. A tríplice fronteira Laos-China-Vietname tem um monumento desde 2005 e é reconhecido por tratado assinado em 2006.

## Comércio
Nas décadas de 1990 e 2000, o comércio entre os dois países desenvolveu-se muito. A construção de uma nova estrada entre Kunming e Hanói foi anunciada em 2007, e deverá estar terminada em 2012.

## Anexos